# Wolkenstein-Verlag
Der Wolkenstein-Verlag Köln war ein Autorenverlag, der 2002 in die Edition Wolkenstein überging.

## Geschichte
Der Wolkenstein-Verlag Köln wurde 1989 von Bert Brune und Frieder Döring in der Maternusstraße in der Kölner Südstadt im Gedenken an den deutschen Minnesänger Oswald von Wolkenstein gegründet  (1377–1448). 1990 wurde Heinz Schüssler als Geschäftsführer aufgenommen. Ziel des Verlags war, Neuproduktionen weniger bekannter Autoren herauszubringen und zu vermarkten.
So war der Wolkenstein-Verlag von 1990 bis 1999 regelmäßig auf dem Kölner Bücherherbst mit einem Stand vertreten, ebenso auf der Mainzer Minipressen-Messe. Er arbeitete in über 300 öffentlichen Veranstaltungen mit bekannten und weniger bekannten Autoren sowie mit dem Literaturcafé Troisdorf und der Frankfurter „Oswald von Wolkenstein Gesellschaft“ zusammen. Im Sinne Wolkensteins wurden von dem Gründer-Trio gemeinsam mit anderen Künstlern und Musikern auf Lesungen und literarischen Wanderungen (etwa „Wolkenstein trifft Caesarius von Heisterbach“, „Neue Lyrik und neue Musik“, „Maienleier am Leyenweier“, „Der König und sein Troubadour“) Wolkensteintexte und eigene lyrische Produktionen auch musikalisch in Bänkelsängermanier vorgetragen.
Von 1991 bis 1999 gab der Wolkenstein-Verlag eine zehnbändige Lyrikreihe unter dem Namen Edition Wolkenstein – Lyrik der 90er Jahre heraus, die 1999 in dem Band Ohne Punkt & Komma. Lyrik in den 90er Jahren von Theo Breuer vorgestellt und rezensiert wurde.
2001 ging die Leitung des Wolkenstein-Verlages wegen Erkrankung des Geschäftsführers zunächst an Rainer Luce und Frieder Döring über und wurde ab 2002 von Rainer Luce alleine unter dem Namen „Edition Wolkenstein“ weitergeführt, während der Name Wolkenstein-Verlag einigen Sonderausgaben vorbehalten blieb. Nachdem seit 2010 die letzten verbliebenen Autoren vom Roland Reischl Verlag in Köln übernommen wurden, wurde 2011 auch diese Funktion eingestellt.

## Verlagsprogramm

### Lyrik
Von 1989 bis 2003 erschienen Lyrikbände von Autoren wie Bert Brune, Frieder Döring, Erwin Bücken, Jochen Zierau, Jochen Röhrig, Jochen Arlt, Norbert Scheuer, Paul Schmitz-Croy, Erich Wilker, Ruth Brühl, Charlotte Urland, Waltraud Hönes, Ruth Werner, Werner Hadulla und Rainer Luce.

### Prosa
Romane, Anthologien, Sachbücher und Theaterstücke bildeten den zweiten Schwerpunkt mit Publikationen von u. a. Bert Brune, Frieder Döring, Heinz Schüssler, Erwin Bücken, Peter Udelhoven, Jochen Zierau, Werner Hadulla, Rainer Luce, Jörg M. Pönnighaus, Theo Breuer und mit Illustrationen von Erich Wilker, Ri Meuser von Eschmar und Karl Christian Peters.